# Таловый
Таловый — бывший посёлок городского типа в Ростовской области России. В 2004 году вошёл в черту города Шахты.

## География
Расположен в 25 км севернее центральной части города Шахты.

## История
Основан посёлок в 1954 году. Первоначально носил название им. Горького, позже был переименован в п. Талово, а затем в название, которое носит по сей день, — Таловый. Название посёлка происходит от слова «талый», «талая балка» из-за особенностей расположения, посёлок постепенно «уходит» в балку.
В 1955 году была построена библиотека и первый деревянный клуб. Примерно в то же время произошла постройка двухэтажной школы, а уже в 1956 году была установлена первая водопроводная колонка на ул. Северная (ныне ул. Георгиевская). К 1958 году были построены три детских сада — № 26, № 30, № 52. В 1967 завершено строительство кирпичной трёхэтажной школы и кирпичного клуба.
Основное население посёлка было занято добычей каменного угля на шахте «Юбилейная», шахте «Аютинская» и работой на Центральной обогатительной фабрике (ЦОФ), но после закрытия большинства предприятий произошёл отток населения. На данный момент большая часть населения посёлка занято работой в различных сферах в г. Шахты.

## Население
| 1959 | 1970  | 1979  | 1989  | 2002  |
| ---- | ----- | ----- | ----- | ----- |
| 4471 | ↗6263 | ↘6236 | ↘5980 | ↘5918 |

## Экономика
В прошлом добыча каменного угля, ныне ликвидированная шахта Юбилейная, производство обуви, трикотажных изделий, также ликвидировано.